# Sorraia

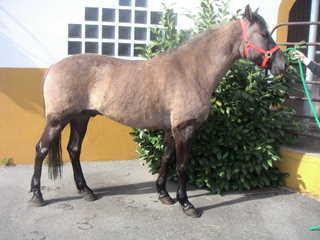
Sorraia

El Sorraia és un antic tipus de cavall primitiu de Portugal (entre els rius Sor i Raia), la influència es fa palesa en nombroses races modernes de cavalls lleugers.

## Característiques de la raça
Els Sorraia tenen una aparença bastant similar a les pintures rupestres trobades al nord del Mediterrani i a la península Ibèrica. No és sorprenent que hagi estat enllaçada genèticament amb l'ara extint tarpan, que va viure al sud d'Europa i de l'Àsia.
La raça té moltes característiques que són típiques dels equins espanyols prehistòrics, amb un cap estret i convex, i amb unes orelles llargues i esveltes. El coll és elegant i musculós, i sosté al capdavant formant un arc.
Aquests cavalls són una mica compactes, amb una constitució gruixuda, creus ben definides i una cua de mida mitjana. Els malucs del Sorraia tendeixen a corbar-se cap avall i a fora, en el que es denomina malucs aguts. Aquesta característica pot donar-li a l'animal l'aparença d'estar exageradament en males condicions. El Sorraia té un pit estret però profund amb gran capacitat pulmonar i espatlles horitzontalment anguloses. Les seves cames tenen articulacions excepcionalment bones, cascos durs i peülles gruixudes, així com excel·lents ossos canó que estan al voltant de la secció en creu i per tant, més forts que en qualsevol raça creada per l'home. Aquests cavalls en grandària natural poden anar entre els 13 hh a 15 hh (similars en rang a la grandària de zebres i ases). Els espècimens més petits probablement deuen la seva grandària al fet que estan especialitzats a sobreviure en les pastures marginals.
Les seves crineres i cues negres tenen una franja més clara, fins i tot blanquinosa de pèl, anomenada bicolor. Aquests cavalls tenen sempre colors "primitius": gris o també una pigmentació enfosquida que pot semblar negre (la qual cosa és molt escàs). Certs daurats poden tenir una bicoloració tan pronunciada de la crinera i la cua que poden semblar un palomí. Els Sorraia sempre tenen una franja dorsal i, llevat que la població hagi estat genèticament estancada, marques de zebra a les cames i en la creu.
Els Sorraia són extremadament forts, però de temperament tranquil i dòcil. Posseïdors de gran resistència i energia, tendeixen a la longevitat i a tenir una llarga vida de treball.

## Història de la raça
Aquesta raça descendeix d'un grup antic i està directament emparentada amb el tarpan. Possiblement es van originar a la regió occidental de la península Ibèrica. Es poden examinar els supervivents restants del que alguna vegada va ser una extensa població en una àrea entre els rius Sor i Raia, dels quals pren el seu nom aquesta raça.
Tradicionalment, el Sorraia havia estat utilitzat per a l'arreu, l'arada, càrrega lleugera amb arnès i passeig. Eren cavalls molt bons per als ramaders i pastors de la regió.
Els Sorraia poden haver tingut influència d'altres races contemporànies ibèriques, com ara els cavalls espanyols: el cavall andalús, els Alter Reial, els cavall cartoixà i el cavall lusità. L'únic vincle genètic realment comprovat, és l'establert amb el cavall lusità que té un genotip, si no exactament com el del Sorraia contemporani, prou proper per afirmar que va ser un altre genotip de Sorraia i que aquest cavall primitiu es distribuïa en gran nombre. S'assumeix que els conqueridors espanyols van portar a les Amèriques alguns exemplars amb orígens en la raça Sorraia, ja que es pot trobar evidència del seu ADN mitocondrial en un parell de grups equins de l'Oest dels Estats Units. El fet més notable a Amèrica és un intent dels criadors de reviure la raça Sorraia a través del Sorraia Mustang Studbook . Algunes proves genètiques es duen a terme per saber si hi ha genotips del Sorraia al Cavall xilè, que és la raça més pura i antiga d'Amèrica.
En realitat, va ser Ruy d'Andrade, criador de l'Alter Reial i del cavall lusità, que va redescobrir la raça a la dècada de 1920, en què va trobar una bandada de 30 exemplars a l'estat de Sesmaria. D'Andrade no va poder capturar cap d'aquests cavalls salvatges, en els quals va observar abundants signes dels típics cossos i extremitats, però, va reunir una col·lecció de cavalls entre els grangers de l'àrea que tenien una aparença notablement similar. Els descendents d'aquests cavalls encara són mantinguts per la família D'Andrade a Portugal, que tenen un petit grup silvestre. Els exàmens de l'ADN mitocondrial han demostrat que aquests cavalls tenen un genotip molt diferent de la resta de les races ibèriques, excepte per una part dels lusitans que semblen tenir un vincle matern amb els Sorraia, la qual cosa podria indicar que les eleccions dels animals per part de D'Andrade van ser molt exactes en l'obtenció de la genealogia dels Sorraia que encara existeixen en aquesta regió de Portugal.
Actualment, es qüestiona que tots els exemplars d'aquesta raça siguin 100% purs. De fet, la seva situació és molt similar al cavall de Przewalski de Mongòlia, que també ha patit un petit grau d'encreuament genètic abans que finalment es prenguessin mesures de conservació d'emergència.